# الجمارا
الجمارا הַגְּמָרָא تعني التكملة (من الفعل جَمَر الذي يعني في العبرية: أتمّ، وفي الآرامية يعني درس).
يتكون التلمود من مكونين أساسيين الأول هو المشناه والثاني هو الجـِمارا. والجمارا هي نقاش حول المشناه. إذ بعد سنة 200 للميلاد وعلى مدى ثلاثة قرون جرى على المشناه تحليل ونقاش في فلسطين وبابل ويُعرف هذا التحليل باسم الجمارا. ويـُشار إلى حاخامي الجمارا باسم الشّـُراح (أمورائيم). وتحليل الأمورائيم يتركـّز على إيضاح آراء وأقوال ووجهات نظر التـّنائيم (أي المعلمين وهم حاخامو المشناه).
تُطرح الجمارا على شكل سجال جدلي بين اثنين من الحاخاميم مـُتناقضين في الرأي (و مراراً ما يكونان مـُغفلي الهويّة، وربما حتى خياليين)، يُصطلح على تسميتهما بـ مـَشكان (أي السائل) وتـَرتسان (أي المُجيب). وهذه السجالات تشكل الكتل البنائية للجمارا. واسم الفقرة الواحدة من الجـِمارا هو سُوجياه (أي المسألة، وجمعها سُوجيوت). وترد مقاطع الجمارا بالآرامية.
الجمارا بالأساس وثيقة تشريعية لكنها فوق ذلك تزود المشناه بالجدال حول المواد اللامعيارية (أي الأجدائية أو الهجدائية) والتفاسير التوراتية، كما أنها مصدر للتاريخ والأساطير.
جرت ن
و رغم أن المشناه واحدة، لكن هناك نوعان من الجمارا: الأورشليمية التي كتبت في أرض أورشليم والبابلية التي كتبت في بابل وتعد الجمارا البابلية أكثر شمولا في محتواها من الفلسطينية يذكر أن كلا من الجمارا البابلية والفلسطينية كتبتا بالآرامية وان أي جمارا مع المشناة تكون التلمود، وبما أن الجمارا البابلية أكثر شمولا وتوسعا انعكس ذلك على التلمود البابلي بأن أصبح أكثر شهرة وتدوالا وهو الكتاب القياسي عند اليهود.

## ماهية التلمود
يشبه بعض علماء اليهود التلمود في اليهودية بالأحاديث النبوية عند المسلمين وذلك من خلال احتواء التلمود على تفاسير وشروحات لم تكن بينه بطريقة مباشرة في الكتاب المقدس وكذلك من ناحية الإلزام.